# Buchanania lanzan
Buchanania lanzan ist ein Baum in der Familie der Sumachgewächse aus Indien bis ins nördliche Südostasien und nach Südwestchina.

## Beschreibung
Buchanania lanzan wächst als halbimmergrüner Baum bis etwa 18 Meter hoch. Die grobe Borke ist gräulich bis braun-grau und rissig bis schuppig oder furchig. Der Baum führt ein Gummi.
Die wechselständigen, einfachen Laubblätter sind kurz gestielt. Der kurze, mehr oder weniger behaarte Blattstiel ist 1–3 Zentimeter lang. Die ledrigen, eiförmigen bis verkehrt-eiförmigen Blätter sind ganzrandig und abgerundet bis gestutzt oder stumpf bis spitz oder bespitzt, seltener eingebuchtet. Sie sind etwa 10–23 Zentimeter lang, oberseits fast kahl und unterseits dicht behaart.
Es werden end- oder achselständige, kürzere und leicht behaarte, rispige Blütenstände gebildet. Die kleinen, zwittrigen, duftenden und fast sitzenden bis kurz gestielten, fünfzähligen Blüten mit doppelter Blütenhülle sind weiß-grünlich. Die außen, mehr oder weniger behaarten Kelchzipfel sind sehr klein und die 2,5–3,5 Millimeter langen Petalen sind ausladend. Es sind 10 kurze Staubblätter und ein fleischiger, gelappter Diskus vorhanden. Es sind meist 5 oberständige, fast freie Fruchtblätter vorhanden. 4 sind reduziert, mit einer kleinen Narbe und steril, sie fungieren als grundständige Griffel des einzigen fruchtbaren, behaarten, mit reduziertem Griffel, ohne Narbe.
Es werden kleine, rundliche und einsamige, violett-schwarze bis rosafarbene, etwa 0,9–1,5 Zentimeter große Steinfrüchte gebildet. Der abgeflachte Steinkern ist 0,7–1,1 Zentimeter groß und die etwas kleineren, abgeflachten Samen sind rundlich bis elliptisch oder eiförmig.

## Vorkommen
Buchanania lanzan hat Vorkommen in Indien, Nepal, Bangladesch, Myanmar, Thailand, Vietnam, Laos, Kambodscha, China und im westlichen Himalaya.

## Taxonomie
Buchanania lanzan wurde 1800 von Curt Polycarp Joachim Sprengel in Journal für die Botanik [H. A. Schrader] Teil 2 Seite 234 erstbeschrieben. Ein Synonym ist Buchanania latifolia Roxb., die Art wird auch unter Buchanania cochinchinensis (Lour.) M.R.Almeida geführt, allerdings ist die Taxonomie unklar.

## Verwendung
Die Früchte und Samen sind essbar. Die süßlichen, angenehm schmeckenden Früchte werden roh oder getrocknet verwendet. Die wohlschmeckenden Samen sind bekannt als Charoli oder Chironji, sie werden roh, gekocht oder gebacken verwendet.
Aus den Samen wird ein süßliches Speiseöl mit angenehmem Aroma erhalten.
Die Früchte, Samen, Blätter und Wurzeln werden medizinisch genutzt, wie auch das Gummi.
Das Holz ist nicht besonders wertig und wird nur als Brennmaterial genutzt.